# بد شالرباخ
بد شالرباخ (به آلمانی: Bad Schallerbach) یک منطقهٔ مسکونی در اتریش است که در ناحیه گرایسکیرچن واقع شده‌است. بد شالرباخ ۸٫۵ کیلومتر مربع مساحت دارد ۳۰۸ متر بالاتر از سطح دریا واقع شده‌است.